# Emosion Bèlè
Albums de Edmond Mondésir
Nou Pa Pè
(2009)
Emosion Bèlè est le septième album solo d'Edmond Mondésir sorti en 2011.
Il s'agit de la réédition nationale de l’album « Emosion Bèlè - Les chants du père, la musique du fils ». L'album a été remastérisé et crédité de 5 titres inédits, et pour la première fois distribué en France hexagonale.
Les chants en version originale traditionnelle ont été enlevés pour ne conserver que les chants en version bèlè moderne.

## Pistes
1. Nou Matinitjé
2. Manman Lago
3. Bwa Léza (Inédit)
4. Lafrik Ja Sipòté
5. Sé Pou La Viktwa (Inédit)
6. An Ti Lilèt
7. Manzel Tala
8. Gadé Yol-La
9. Santiago
10. Man Noéma
11. Mélodi Bèlè (Inédit)
12. Manjé Péyi-a (Inédit)
13. Sonjé Sa
14. Mòn-La
15. La Nou Yé-A (Inédit)